# Haruko Hasegawa
Pour les articles homonymes, voir Hasegawa.
Haruko Hasegawa (長谷川春子), née en 1895 et morte en 1967,, est une artiste peintre japonaise du XXe siècle.

## Biographie
Peintre de compositions à personnages, figures, nus, paysages animés, Haruko Hasegawa est l'élève de Kaburagi Kiyokata (1878-1972), le maître de l'École d'Ukiyo-e. Elle expose pour la première fois à Tokyo en 1928. Elle fait un séjour en France en 1930. Elle peint beaucoup dans l'île d'Oshima, « si riche en poésie » note le critique Santatsu Ishiwatari.

Elle est louée par la critique japonaise pour son savoir à concilier culture traditionnelle et son souci de modernité. Elle utilise souvent les couleurs japonaises favorables à des accords différents de ceux de la peinture à l'huile occidentale.
Elle illustre abondamment la revue Nyonin Geijutsu, dirigée par sa sœur Shigure Hasegawa.

### Corps auxiliaire des femmes artistes
En 1943, Haruko Hasegawa est parmi les membres fondatrices du "Corps auxiliaire des femmes artistes" (女流美術家奉公隊) (Jōryū Bijutsuka Hōkōtai), une organisation paramilitaire agissant sur commission de l’armée ayant pour but de promouvoir l'engagement de jeunes soldats. Cette association réalise des peintures et dessins de jeunes soldats et de mères encourageant leurs enfants à aller au combat, mais on ne lui accorde pas de représenter des hommes soldats. Une de leurs peintures collectives les plus célèbres est le tableau de 3 m de large Les Travailleuses de l'Empire, conservé au Musée Yushukan, qui est rattaché au sanctuaire Yasukuni.

### Après-guerre
Hasegawa est victime d'une forme d'ostracisme dans les milieux japonais de la peinture à la suite de son activité pendant la guerre. Elle vit dans une certaine pauvreté. Quelques années avant de mourir, elle illustre le dit du Genji.